# Cemetery Ridge
Cemetery Ridge est une caractéristique géographique au sud de la ville de Gettysburg, en Pennsylvanie.
Elle a été essentiellement mise en avant dans l'une des batailles majeures de la guerre de Sécession, la bataille de Gettysburg, ayant eu lieu du 1er au 3 juillet 1863. Elle constituait en effet une position défensive principale pour l'armée de l'Union pendant la bataille. L'armée des États confédérés a lancé des attaques contre les positions de l'Union les deuxième et troisième jours de la bataille, mais a été repoussée à chaque fois.
Cette crête ne s'élève qu'à environ 12 mètres au-dessus du terrain environnant et mesure moins de 3,2 kilomètres de long. L'extrémité nord s'élève pour devenir Cemetery Hill, le sud descend jusqu'à un terrain bas, boisé et parfois marécageux juste au nord de Little Round Top. À l'extrémité nord de Cemetery Ridge, il y a un bosquet d'arbres et un muret de pierre qui fait deux virages à 90 degrés ; ce dernier a été surnommé The Angle (en). Cette zone, ainsi que la ferme Codori située à proximité sur Emmitsburg Road, ont été des éléments marquants  de l'assaut de la division du major général Richard H. Anderson le deuxième jour de bataille, ainsi que de la progression de la charge de Pickett au cours du troisième jour.
La Gettysburg Battlefield Memorial Association (en) a acheté l'emprise d'une avenue et de monuments le long de la crête.